# Nicolás Johansen
Nicolás Johansen (Bustinza, Argentina; 23 de enero de 1999) es un futbolista argentino. Juega de delantero y su equipo actual es el Coquimbo Unido de la Primera División de Chile.

## Trayectoria
Formado en las inferiores del Huracán de Bustinza, con paso en 2017 en Newell's Old Boys, y en 2018 en el Colón de Santa Fe, Johansen se incorporó al CA Carcarañá del Argentino B en 2021.
Tras una temporada, firmó en el Douglas Haig del Torneo Federal A.
Tras anotar 13 goles en 31 encuentros en 2023 por el Douglas Haig, Johansen fichó en el Coquimbo Unido de la Primera División de Chile.

## Estadísticas
Actualizado al último partido disputado el 24 de mayo de 2024.
| Club                         | Div.          | Temporada     | Liga  | Liga  | Copas nacionales | Copas nacionales | Copas internacionales | Copas internacionales | Total | Total |
| Club                         | Div.          | Temporada     | Part. | Goles | Part.            | Goles            | Part.                 | Goles                 | Part. | Goles |
| ---------------------------- | ------------- | ------------- | ----- | ----- | ---------------- | ---------------- | --------------------- | --------------------- | ----- | ----- |
| Atlético Carcarañá Argentina | 4.ª           | 2021          | 12    | 6     | —                | —                | —                     | —                     | 12    | 6     |
| Atlético Carcarañá Argentina | Total club    | Total club    | 12    | 6     | 0                | 0                | 0                     | 0                     | 12    | 6     |
| Douglas Haig Argentina       | 3.ª           | 2022          | 26    | 3     | —                | —                | —                     | —                     | 26    | 3     |
| Douglas Haig Argentina       | 3.ª           | 2023          | 31    | 13    | —                | —                | —                     | —                     | 31    | 13    |
| Douglas Haig Argentina       | Total club    | Total club    | 57    | 16    | 0                | 0                | 0                     | 0                     | 57    | 16    |
| Coquimbo Unido · Chile       | 1.ª           | 2024          | 11    | 4     | 1                | 0                | 5                     | 1                     | 16    | 5     |
| Coquimbo Unido · Chile       | Total club    | Total club    | 11    | 4     | 1                | 0                | 5                     | 1                     | 16    | 5     |
| Total carrera                | Total carrera | Total carrera | 80    | 26    | 1                | 0                | 5                     | 1                     | 86    | 27    |